# Bob Camp
Robert Frank Camp (nacido el 7 de febrero de 1956) es un animador, escritor, dibujante, dibujante de cómics, dibujante de guiones gráficos, director y productor estadounidense. Camp ha sido nominado a dos premios Emmy, un CableACE Award y un premio Annie por su trabajo en The Ren & Stimpy Show además de ser cocreador de la serie.

## Carrera
Camp comenzó su carrera de animación como diseñador de series animadas como ThunderCats, Silverhawks, TigerSharks y varias otras series producidas por Rankin/Bass. Luego trabajó como diseñador en The Real Ghostbusters para DiC, y más tarde como artista de guion gráfico en Tiny Toon Adventures para Warner Bros. Television.
Camp fue cofundador y director de Spümcø, el estudio de animación que creó The Ren & Stimpy Show. Jugó un papel importante en la fuerza creativa del estudio hasta el 21 de septiembre de 1992, cuando se fue a trabajar para Games Productions (también conocido como Games Animation), el estudio de animación que Nickelodeon creó inicialmente para continuar trabajando en The Ren and Stimpy Show después de Spümcø. y el cocreador John Kricfalusi había sido despedido. En Games, Camp fue ascendido a director creativo de The Ren and Stimpy Show y supervisó el trabajo en los episodios realizados. Después de que el show terminara en 1995, Camp y el ex escritor de Ren & Stimpy, Jim Gomez, comenzaron a desarrollar una nueva serie para Nickelodeon titulada Kid Komet and Galaxy Gal , que nunca se eligió para una serie completa.
En la década de 1980, Camp trabajó en Marvel Comics como ilustrador en muchos títulos de cómics, incluidos G.I. Joe, Crazy Magazine, Bizarre Adventures, Savage Tales, Conan the Barbarian y The 'Nam.
En la década de 2000, Camp trabajó como artista de guion gráfico en largometrajes animados como Looney Tunes: Back in Action y Ice Age: The Meltdown, y también como director en Robotboy. Camp actualmente enseña en la Escuela de Artes Visuales en la ciudad de Nueva York.

## Filmografía

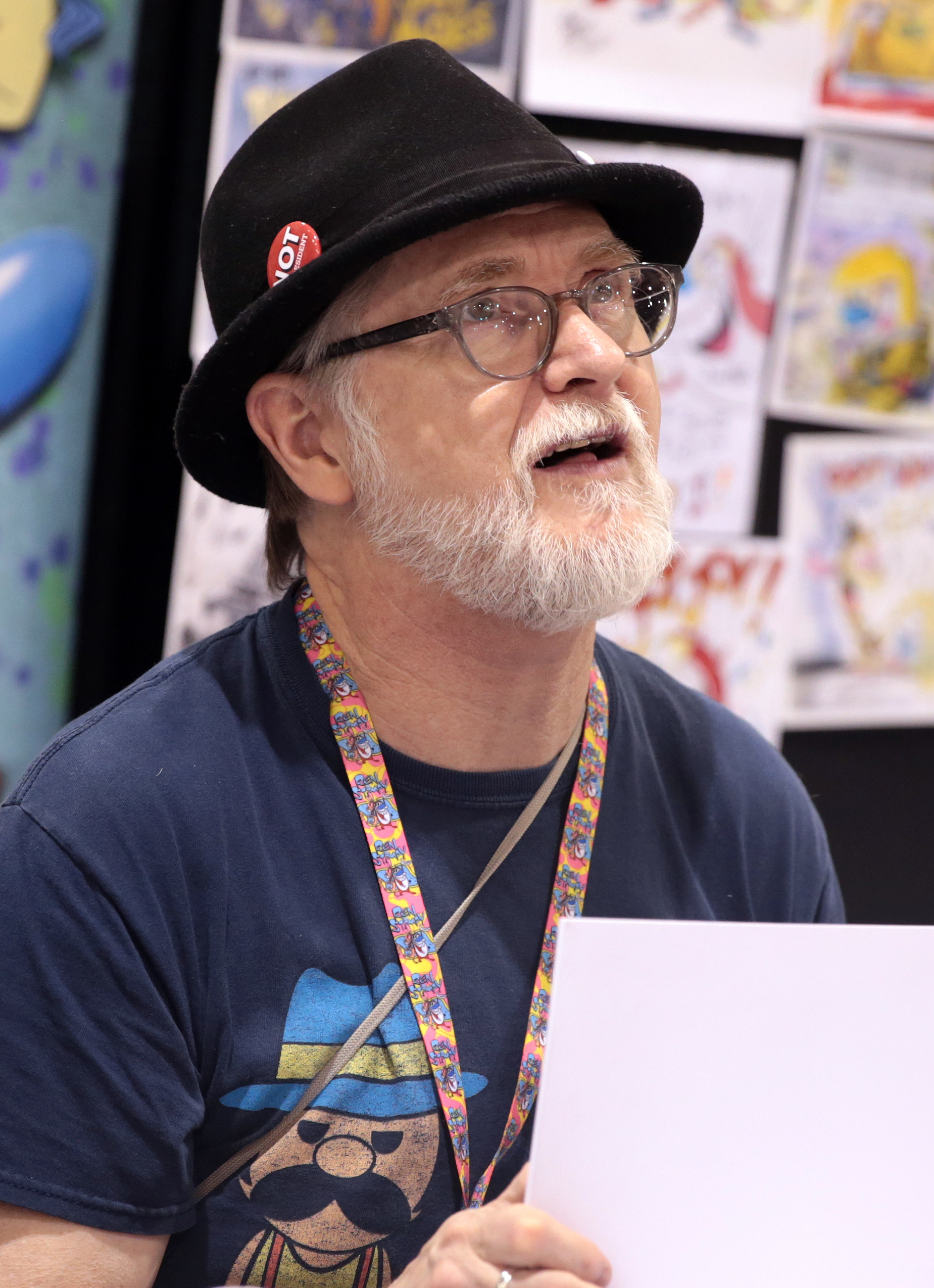
Camp en el Phoenix Comic Fest 2018

### Televisión
| Año           | Título                                | Notas |
| ------------- | ------------------------------------- | --- |
| 1985-1987     | Thundercats                           | Artista de desarrollo, líder de diseño (Rankin/Bass) |
| 1986          | The Real Ghostbusters                 | Diseñador de personajes (DiC) |
| 1986          | Halcones Galácticos                   | Artista de desarrollo, líder de diseño (Rankin/Bass) |
| 1987          | Los tigres del mar                    | Artista de desarrollo, líder de diseño (Rankin/Bass) |
| 1987          | MiniMonsters                          | Artista de desarrollo, líder de diseño (Rankin/Bass) |
| 1987          | Karate Kat                            | Artista de desarrollo, líder de diseño (Rankin/Bass) |
| 1987          | Street Frogs                          | Artista de desarrollo, líder de diseño (Rankin/Bass) |
| 1987          | Mighty Mouse: The New Adventures      | Diseñador de personajes (Hyde Ventures) |
| 1988          | The New Adventures of Beany and Cecil | Diseñador de personajes (DiC) |
| 1990          | Tiny Toon Adventures                  | Artista de guion gráfico (Warner Bros. Television) |
| 1991-1995     | Ren y Stimpy                          | Cocreador, Editor de historias, artista de guion gráfico, escritor, director, productor, director supervisor, director creativo, actor de voz (Nickelodeon) |
| 1997          | Space Goofs                           | Historia, artista de guion gráfico, supervisor de co.historia, director de voz (Gaumont Multimedia)                                                         |
| 1997-1999     | Cow and Chicken                       | Artista de guion gráfico (Cartoon Network) |
| 1997-1999     | I Am Weasel                           | Artista de guion gráfico (Cartoon Network) |
| 1999          | The Cartoon Cartoon Show              | Director de diálogo, escritor, director, artista de guion gráfico (The Lucky Lydia Show - Cartoon Network)                                                  |
| 2001          | Evil Con Carne                        | Artista de guion gráfico (Cartoon Network) |
| 2001-2003     | Las aventuras de Jackie Chan          | Artista de guion gráfico (Columbia TriStar Television) |
| 2002          | Ozzy & Drix                           | Artista de guion gráfico (Warner Bros. Television) |
| 2005-2008     | Robotboy                              | Director, escritor (Cartoon Network/Alphanim) |
| 2010          | Titán Sim-Biónico                     | Artista de guion gráfico (Columbia TriStar Television) |
| 2010-2011     | Kick Buttowski: Suburban Daredevil    | Artista de guion gráfico (Disney) |
| 2011          | Bubble Guppies                        | Supervisor de guion gráfico (Nickelodeon) |
| 2012          | YooHoo y sus amigos                   | Artista de guion gráfico (Toonzone Studios) |
| 2015-presente | Bob Esponja                           | Artista de guion gráfico, diseñador de personajes, director supervisor (Nickelodeon)                                                                        |
| 2016          | Mighty Magiswords                     | Escritor, artista de guion gráfico (Cartoon Network) |

### Películas
| Año  | Título                               | Notas                                                             |
| ---- | ------------------------------------ | ----------------------------------------------------------------- |
| 2000 | El Grinch                            | Artista de guion gráfico (Imagine Entertainment)                  |
| 2001 | Osmosis Jones                        | Artista de guion gráfico (Warner Bros.)                           |
| 2001 | Como perros y gatos                  | Artista de guion gráfico (Warner Bros.)                           |
| 2002 | Scooby-Doo                           | Artista de guion gráfico (Warner Bros.)                           |
| 2003 | Looney Tunes: De nuevo en acción     | Artista de guion gráfico (Warner Bros.)                           |
| 2005 | Robots                               | Artista de guion gráfico (Blue Sky Studios/20th Century Studios)  |
| 2006 | Ice Age: The Meltdown                | Artista de guion gráfico (Blue Sky Studios/20th Century Studios)  |
| 2013 | Epic                                 | Artista de guion gráfico (Blue Sky Studios/20th Century Studios)  |
| 2015 | Bob Esponja: Un héroe fuera del agua | Maquetador (Paramount Pictures/Nickelodeon Movies)                |
| 2021 | Rumble                               | Artista de guion gráfico (Paramount Pictures/Paramount Animation) |

## Portadas de Marvel Comics - bibliografía seleccionada
- The 'Nam (1986) Números n.° 14, n.° 17, n.° 20, n.° 22[6]
- Conan el Bárbaro (1985) #1, #2[6]